# Luzon
Luzon – największa wyspa archipelagu Filipin, o powierzchni 104 tys. km². 
Jest głównym regionem gospodarczym Filipin. Przemysł morski wyspy ma istotny udział w gospodarce całych Filipin, a na wybrzeżach znajdują trzy z pięciu najważniejszych ośrodków turystycznych tego kraju. Głównymi uprawami są ryż, kukurydza i palma kokosowa. Na wyspie wydobywa się nikiel, miedź oraz złoto.
Oblewają ją trzy morza (Morze Filipińskie, Morze Południowochińskie oraz Morze Sulu). Na wyspie można wyróżnić pasma górskie: Cordillera Central (z najwyższym szczytem Pulag – 2928 m) oraz Sierra Madre. Na wyspie znajduje się wiele czynnych wulkanów, m.in.: Mayon, Taal, Banahao, Bulusan, Pinatubo.
Na wyspie znajduje się słodkowodne jezioro Taal, które znajduje się w kalderze czynnego wulkanu wulkanu Taal.
Największe miasta to stolica Filipin Manila oraz Quezon City, Baguio, Cabanatuan, Batangas, Navotas.
Na wyspie żyje wiele endemicznych gatunków zwierząt, m.in. ponad 40 gatunków ssaków charakterystycznych wyłącznie dla tej wyspy, takich jak drzewomyszka czy też sorkomyszak.
W 2018 roku odkryto na wyspie szczątki wymarłego nosorożca z gatunku Rhinoceros philippinensis, wokół którego znaleziono 57 kamiennych narzędzi, a którego kości nosiły ślady rozbioru tuszy przy ich użyciu. Wiek szkieletu został określony na pomiędzy 777–631 tysięcy lat, co pozwoliło na datowanie kolonizacji wyspy na okres 709 tysięcy wcześniejszy niż uważano dotychczas (kolonizacja została dokonana najprawdopodobniej przez Homo erectus).